# 자비힐로 우린보예프
자비힐로 우린보예프(우즈베크어: Zabihillo O'rinboyev, 러시아어: Забихилло Уринбоев, 1995년 3월 30일 ~ )는 우즈베키스탄의 축구 선수로 현재 우즈베키스탄 슈퍼리그의 나브바호르 나망간에서 공격수로 뛰고 있다.

## 선수 경력

### 클럽
2014년부터 2016년까지 FC 부뇨드코르 소속으로 2016년 리그 준우승, 우즈베키스탄컵 2회 연속 준우승(2014년, 2015년) 등에 일조했고 2017년에는 FC AGMK와 파흐타코르 타슈켄트에서 활동했다.
그 후 2018년부터 2019년까지 메탈루르크 베카바드에서 활동하다가 2019년 일본 J리그의 도쿠시마 보르티스로 이적했지만 단 1경기도 출전하지 못한 채 2020년 나브바호르 나망간으로의 이적을 통해 우즈벡으로 돌아왔다.

### 국가대표팀
2011년부터 2018년까지 7년간 우즈베키스탄 연령대별 대표팀에서 57경기 27골을 터뜨리며 세계 청소년 대회(FIFA U-17, FIFA U-20) 3연속 8강 진출(2011년, 2013년, 2015년), 2018년 AFC U-23 챔피언십 우승, 2018년 아시안 게임 8강 진출에 기여했다.
그리고 2018년 5월 우즈베키스탄 성인대표팀 소속으로 이란과의 친선 경기에서 국제 A매치 데뷔전을 치렀다.

## 수상

### 클럽
FC 부뇨드코르
- 우즈베키스탄 슈퍼리그 : 준우승 (2016)
- 우즈베키스탄컵 : 준우승 (2014, 2015)

### 국가대표팀
우즈베키스탄 U-23
- AFC U-23 아시안컵 : 우승 (2018)